# Az NDK az 1968. évi téli olimpiai játékokon
Az NDK a franciaországi Grenoble-ban megrendezett 1968. évi téli olimpiai játékok egyik részt vevő nemzete volt. Az országot az olimpián 9 sportágban 57 sportoló képviselte, akik összesen 5 érmet szereztek. Az NDK önálló csapattal először vett részt a téli olimpiai játékokon.

## Érmesek
| Érem  | Versenyző                           | Sportág          | Versenyszám |
| ----- | ----------------------------------- | ---------------- | ----------- |
| Arany | Klaus-Michael Bonsack Thomas Köhler | Szánkó           | Kettes      |
| Ezüst | Gabriele Seyfert                    | Műkorcsolya      | Női egyéni  |
| Ezüst | Thomas Köhler                       | Szánkó           | Férfi egyes |
| Bronz | Klaus-Michael Bonsack               | Szánkó           | Férfi egyes |
| Bronz | Andreas Kunz                        | Északi összetett | Egyéni      |

## Alpesisí
Férfi
| Versenyző       | Versenyszám      | Selejtező | Selejtező | Selejtező | Selejtező | Döntő    | Döntő    | Döntő    | Döntő    | Döntő         | Döntő         |
| Versenyző       | Versenyszám      | 1. futam  | 1. futam  | 2. futam  | 2. futam  | 1. futam | 1. futam | 2. futam | 2. futam | Összesítés    | Összesítés    |
| Versenyző       | Versenyszám      | Idő       | Hely.     | Idő       | Hely.     | Idő      | Hely.    | Idő      | Hely.    | Idő           | Helyezés      |
| --------------- | ---------------- | --------- | --------- | --------- | --------- | -------- | -------- | -------- | -------- | ------------- | ------------- |
| Eberhard Riedel | Lesiklás         |           |           |           |           |          |          |          |          | nem ért célba | nem ért célba |
| Eberhard Riedel | Műlesiklás       | 53,62     | 1.        |           |           | 52,00    | 25.      | 52,07    | 16.      | 1:44,07       | 13.           |
| Eberhard Riedel | Óriás-műlesiklás |           |           |           |           | 1:55,59  | 53.      | 1:51,08  | 25.      | 3:46,67       | 41.           |

## Biatlon
| Versenyző                                             | Versenyszám      | Lövőhiba | Időeredmény | Helyezés |
| ----------------------------------------------------- | ---------------- | -------- | ----------- | -------- |
| Hansjörg Knauthe                                      | 20 km egyéni     | 2        | 1:25:04,9   | 21.      |
| Heinz Kluge                                           | 20 km egyéni     | 7        | 1:26:55,2   | 24.      |
| Horst Koschka                                         | 20 km egyéni     | 3        | 1:21:37,7   | 10.      |
| Dieter Speer                                          | 20 km egyéni     | 6        | 1:24:13,3   | 18.      |
| Heinz Kluge Hans-Gert Jahn Horst Koschka Dieter Speer | 4 × 7,5 km váltó | 4        | 2:21:54,5   | 6.       |

## Északi összetett
| Versenyző        | Síugrás  | Síugrás  | Síugrás  | Síugrás  | Síugrás  | Síugrás  | Síugrás | Síugrás | Sífutás | Sífutás | Sífutás | Összesítés | Összesítés |
| Versenyző        | 1. ugrás | 1. ugrás | 2. ugrás | 2. ugrás | 3. ugrás | 3. ugrás | Össz.   | Össz.   | Sífutás | Sífutás | Sífutás | Összesítés | Összesítés |
| Versenyző        | Távolság | Pont     | Távolság | Pont     | Távolság | Pont     | Pont    | Hely.   | Idő     | Pont    | Hely.   | Pont       | Helyezés   |
| ---------------- | -------- | -------- | -------- | -------- | -------- | -------- | ------- | ------- | ------- | ------- | ------- | ---------- | ---------- |
| Andreas Kunz     | 72,5     | 109,3    | 72,0     | (105,8)  | 74,0     | 107,6    | 216,9   | 10.     | 49:19,8 | 227,20  | 3.      | 444,10     |            |
| Karl-Heinz Luck  | 69,5     | 100,2    | 71,0     | 98,6     | 67,5     | (91,4)   | 198,8   | 20.     | 50:14,7 | 215,22  | 8.      | 414,02     | 11.        |
| Roland Weißpflog | 67,0     | 94,6     | 66,0     | (90,1)   | 66,0     | 91,7     | 186,3   | 29.     | 48:33,5 | 238,00  | 2.      | 424,30     | 9.         |

## Gyorskorcsolya
Női
| Versenyző                    | Versenyszám | Eredmény | Helyezés |
| ---------------------------- | ----------- | -------- | -------- |
| Ruth Budzisch-Schleiermacher | 500 m       | 47,8     | 16.*     |
| Ruth Budzisch-Schleiermacher | 1000 m      | 1:35,6   | 12.      |
| Ruth Budzisch-Schleiermacher | 1500 m      | 2:27,1   | 8.       |

* - egy másik versenyzővel azonos eredményt ért el

## Jégkorong
| Keletnémet férfi jégkorongcsapat-játékoskeret                                                      | Keletnémet férfi jégkorongcsapat-játékoskeret                                                    | Keletnémet férfi jégkorongcsapat-játékoskeret                                                   |
| -------------------------------------------------------------------------------------------------- | ------------------------------------------------------------------------------------------------ | ----------------------------------------------------------------------------------------------- |
| - Manfred Buder - Lothar Fuchs - Bernd Hiller - Klaus Hirche - Bernd Karrenbauer - Dieter Kratzsch | - Hartmut Nickel - Rüdiger Noack - Ulrich Noack - Helmut Novy - Dietmar Peters - Wolfgang Plotka | - Bernd Poindl - Peter Prusa - Dieter Pürschel - Wilfried Sock - Dieter Voigt - Joachim Ziesche |

### Eredmények
Selejtező
| 1968. február 4. | NDK | 3 – 1 (2–1, 1–0, 0–0) | Norvégia | Grenoble |

|  |  |  |  |  |
|  |  |  |  |  |
|  |  |  |  |  |
|  |  |  |  |  |

Döntő csoportkör
| 1968. február 7. | Szovjetunió | 9 – 0 (4–0, 2–0, 3–0) | NDK | Grenoble |

|  |  |  |  |  |
|  |  |  |  |  |
|  |  |  |  |  |
|  |  |  |  |  |

| 1968. február 9. | Kanada | 11 – 0 (4–0, 4–0, 3–0) | NDK | Grenoble |

|  |  |  |  |  |
|  |  |  |  |  |
|  |  |  |  |  |
|  |  |  |  |  |

| 1968. február 10. | Svédország | 5 – 2 (1–0, 2–1, 2–1) | NDK | Grenoble |

|  |  |  |  |  |
|  |  |  |  |  |
|  |  |  |  |  |
|  |  |  |  |  |

| 1968. február 12. | Csehszlovákia | 10 – 3 (5–2, 1–0, 4–1) | NDK | Grenoble |

|  |  |  |  |  |
|  |  |  |  |  |
|  |  |  |  |  |
|  |  |  |  |  |

| 1968. február 14. | Finnország | 3 – 2 (2–1, 1–0, 0–1) | NDK | Grenoble |

|  |  |  |  |  |
|  |  |  |  |  |
|  |  |  |  |  |
|  |  |  |  |  |

| 1968. február 15. | Egyesült Államok | 6 – 4 (3–1, 1–1, 2–2) | NDK | Grenoble |

|  |  |  |  |  |
|  |  |  |  |  |
|  |  |  |  |  |
|  |  |  |  |  |

| 1968. február 17. | NDK | 2 – 4 (0–1, 1–2, 1–1) | NSZK | Grenoble |

|  |  |  |  |  |
|  |  |  |  |  |
|  |  |  |  |  |
|  |  |  |  |  |

Végeredmény
| Csapat           | M | Gy | D | V | G+ | G– | Gk  | P  |
| ---------------- | - | -- | - | - | -- | -- | --- | -- |
| Szovjetunió      | 7 | 6  | 0 | 1 | 48 | 10 | +38 | 12 |
| Csehszlovákia    | 7 | 5  | 1 | 1 | 33 | 17 | +16 | 11 |
| Kanada           | 7 | 5  | 0 | 2 | 28 | 15 | +13 | 10 |
| Svédország       | 7 | 4  | 1 | 2 | 23 | 18 | +5  | 9  |
| Finnország       | 7 | 3  | 1 | 3 | 17 | 23 | –6  | 7  |
| Egyesült Államok | 7 | 2  | 1 | 4 | 23 | 28 | –5  | 5  |
| NSZK             | 7 | 1  | 0 | 6 | 13 | 39 | –26 | 2  |
| NDK              | 7 | 0  | 0 | 7 | 13 | 48 | –35 | 0  |

| Csapat | Helyezés |
| ------ | -------- |
| NDK    | 8.       |

## Műkorcsolya
| Versenyző                               | Versenyszám  | Kötelező elemek   | Kötelező elemek | Kűr               | Kűr   | Összesítés                     | Összesítés                     | Összesítés                     | Összesítés                     | Összesítés                     | Összesítés                     | Összesítés                     | Összesítés                     | Összesítés                     | Összesítés        | Összesítés        | Összesítés  | Összesítés | Összesítés |
| Versenyző                               | Versenyszám  | Kötelező elemek   | Kötelező elemek | Kűr               | Kűr   | Helyezési pontszámok bírónként | Helyezési pontszámok bírónként | Helyezési pontszámok bírónként | Helyezési pontszámok bírónként | Helyezési pontszámok bírónként | Helyezési pontszámok bírónként | Helyezési pontszámok bírónként | Helyezési pontszámok bírónként | Helyezési pontszámok bírónként | Több. hely. száma | Több. hely. össz. | Hely. össz. | Pont       | Helyezés   |
| Versenyző                               | Versenyszám  | Több. hely. száma | Hely.           | Több. hely. száma | Hely. | 1                              | 2                              | 3                              | 4                              | 5                              | 6                              | 7                              | 8                              | 9                              | Több. hely. száma | Több. hely. össz. | Hely. össz. | Pont       | Helyezés   |
| --------------------------------------- | ------------ | ----------------- | --------------- | ----------------- | ----- | ------------------------------ | ------------------------------ | ------------------------------ | ------------------------------ | ------------------------------ | ------------------------------ | ------------------------------ | ------------------------------ | ------------------------------ | ----------------- | ----------------- | ----------- | ---------- | ---------- |
| Günter Zöller                           | Férfi egyéni | 5×8+              | 10.             | 5×15+             | 14.   | 9,0                            | 10,0                           | 11,0                           | 13,0                           | 10,0                           | 9,0                            | 13,0                           | 13,0                           | 12,0                           | 5×11+             | 49,0              | 100,0       | 1727,9     | 11.        |
| Jan Hoffmann                            | Férfi egyéni | 5×26+             | 26.             | 5×25+             | 25.   | 26,0                           | 28,0                           | 26,0                           | 26,0                           | 26,0                           | 26,0                           | 26,0                           | 27,0                           | 27,0                           | 6×26+             | 156,0             | 238,0       | 1437,8     | 26.        |
| Gabriele Seyfert                        | Női egyéni   | 6×2+              | 2.              | 8×2+              | 2.    | 2,0                            | 2,0                            | 2,0                            | 2,0                            | 2,0                            | 2,0                            | 2,0                            | 2,0                            | 2,0                            | 9×2+              | 18,0              | 18,0        | 1882,3     |            |
| Sonja Morgenstern                       | Női egyéni   | 6×29+             | 29.             | 5×22+             | 22.   | 28,0                           | 28,0                           | 28,0                           | 27,0                           | 28,0                           | 28,0                           | 26,0                           | 29,0                           | 29,0                           | 7×28+             | 193,0             | 251,0       | 1475,9     | 28.        |
| Heidemarie Steiner Heinz-Ulrich Walther | Páros        | 6×5+              | 4.              | 8×4+              | 4.    | 4,0                            | 5,0                            | 4,0                            | 4,0                            | 4,0                            | 5,0                            | 4,0                            | 3,0                            | 4,0                            | 7×4+              | 27,0              | 37,0        | 303,1      | 4.         |
| Irine Müller Hans-Georg Dallmer         | Páros        | 6×9+              | 9.              | 5×8+              | 8.    | 9,5                            | 10,0                           | 9,0                            | 11,0                           | 7,0                            | 9,0                            | 10,0                           | 9,0                            | 7,5                            | 5×9+              | 41,5              | 82,0        | 289,4      | 9.         |

## Sífutás
Férfi
| Versenyző                                                   | Versenyszám     | Eredmény      | Helyezés      |
| ----------------------------------------------------------- | --------------- | ------------- | ------------- |
| Gerhard Grimmer                                             | 15 km           | 51:22,1       | 29.           |
| Gerhard Grimmer                                             | 30 km           | 1:38:46,0     | 15.           |
| Gert-Dietmar Klause                                         | 15 km           | 51:51,6       | 33.           |
| Gert-Dietmar Klause                                         | 30 km           | 1:39:30,5     | 19.           |
| Gert-Dietmar Klause                                         | 50 km           | 2:36:52,5     | 25.           |
| Axel Lesser                                                 | 15 km           | nem ért célba | nem ért célba |
| Axel Lesser                                                 | 30 km           | 1:44:16,2     | 36.           |
| Peter Thiel                                                 | 15 km           | 52:07,8       | 37.           |
| Helmut Unger                                                | 30 km           | 1:44:47,9     | 37.           |
| Gerhard Grimmer Axel Lesser Peter Thiel Gert-Dietmar Klause | 4 × 10 km váltó | 2:19:22,8     | 7.            |

Női
| Versenyző                                              | Versenyszám    | Eredmény | Helyezés |
| ------------------------------------------------------ | -------------- | -------- | -------- |
| Renate Fischer-Köhler                                  | 5 km           | 17:25,5  | 14.      |
| Renate Fischer-Köhler                                  | 10 km          | 39:27,4  | 16.      |
| Christine Nestler                                      | 5 km           | 17:23,5  | 12.      |
| Christine Nestler                                      | 10 km          | 39:07,9  | 9.       |
| Gudrun Schmidt                                         | 5 km           | 17:24,3  | 13.      |
| Gudrun Schmidt                                         | 10 km          | 39:22,8  | 14.      |
| Anni Unger                                             | 5 km           | 17:30,7  | 16.      |
| Anni Unger                                             | 10 km          | 40:36,8  | 22.      |
| Renate Fischer-Köhler Gudrun Schmidt Christine Nestler | 3 × 5 km váltó | 59:33,9  | 6.       |

## Síugrás
| Versenyző        | Versenyszám | 1. ugrás | 1. ugrás | 1. ugrás | 2. ugrás | 2. ugrás | 2. ugrás | Összesítés | Összesítés |
| Versenyző        | Versenyszám | Távolság | Pont     | Hely.    | Távolság | Pont     | Hely.    | Pont       | Helyezés   |
| ---------------- | ----------- | -------- | -------- | -------- | -------- | -------- | -------- | ---------- | ---------- |
| Bernd Karwofsky  | Normálsánc  | 72,0     | 98,5     | 33.      | 67,0     | 53,0~    | 58.      | 151,5      | 54.        |
| Dieter Neuendorf | Normálsánc  | 76,5     | 108,7    | 6.*      | 73,0     | 102,6    | 4.       | 211,3      | 7.         |
| Dieter Neuendorf | Nagysánc    | 93,0     | 100,6    | 19.      | 92,0     | 98,2     | 11.      | 198,8      | 15.        |
| Manfred Queck    | Normálsánc  | 75,5     | 104,1    | 19.      | 72,5     | 101,3    | 8.*      | 205,4      | 14.**      |
| Manfred Queck    | Nagysánc    | 96,5     | 104,0    | 13.*     | 98,5     | 108,8    | 3.       | 212,8      | 4.         |
| Wolfgang Stöhr   | Normálsánc  | 73,5     | 101,4    | 26.*     | 71,0     | 97,9     | 21.      | 199,3      | 20.        |
| Wolfgang Stöhr   | Nagysánc    | 96,5     | 106,0    | 12.      | 92,5     | 99,9     | 9.       | 205,9      | 7.         |

* - egy másik versenyzővel azonos eredményt ért el

** - két másik versenyzővel azonos eredményt ért el

~ - az ugrás során elesett

## Szánkó
| Versenyző                           | Versenyszám | 1. futam | 1. futam | 2. futam | 2. futam | 3. futam | 3. futam | Összesítés | Összesítés |
| Versenyző                           | Versenyszám | Idő      | Hely.    | Idő      | Hely.    | Idő      | Hely.    | Idő        | Helyezés   |
| ----------------------------------- | ----------- | -------- | -------- | -------- | -------- | -------- | -------- | ---------- | ---------- |
| Klaus-Michael Bonsack               | Férfi egyes | 57,90    | 8.       | 57,63    | 2.       | 57,80    | 5.       | 2:53,33    |            |
| Horst Hörnlein                      | Férfi egyes | 57,49    | 3.       | 58,04    | 4.       | 58,57    | 13.      | 2:54,10    | 7.         |
| Thomas Köhler                       | Férfi egyes | 57,68    | 5.       | 57,47    | 1.       | 57,51    | 1.       | 2:52,66    |            |
| Wolfgang Scheidel                   | Férfi egyes | kizárták | kizárták | kiesett  | kiesett  | kiesett  | kiesett  | kiesett    | kiesett    |
| Ortrun Enderlein                    | Női egyes   | kizárták | kizárták | kiesett  | kiesett  | kiesett  | kiesett  | kiesett    | kiesett    |
| Angela Knösel                       | Női egyes   | kizárták | kizárták | kiesett  | kiesett  | kiesett  | kiesett  | kiesett    | kiesett    |
| Anna-Maria Müller                   | Női egyes   | kizárták | kizárták | kiesett  | kiesett  | kiesett  | kiesett  | kiesett    | kiesett    |
| Klaus-Michael Bonsack Thomas Köhler | Kettes      | 47,88    | 1.       | 47,97    | 1.       |          |          | 1:35,85    |            |
| Horst Hörnlein Reinhard Bredow      | Kettes      | 48,80    | 5.       | 49,01    | 6.       |          |          | 1:37,81    | 5.         |